# XCF
XCF, (az eXperimental Computing Facility rövidítése) egy fájlkiterjesztés, melyet a GIMP képszerkesztő program használ. A kiterjesztés minden elemet és funkcióállást képes tárolni, amit a GIMP használ, beleértve a rétegeket, az átlátszóságot, az útvonalakat és az aktuális kijelölt objektumot.

## Szoftvertámogatás
- Seashore, egy Mac OS rendszerre írt GIMP alapú képszerkesztő szoftver.
- CinePaint
- Inkscape[1]
- Paint.NET

A következő képkezelő szoftverek képesek megjeleníteni:
- DBGallery
- ImageMagick
- Project Dogwaffle
- Krita
- Kolourpaint
- ShowImg
- Gwenview
- GImageView
- Digikam
- Imagine
- XnView
- IrfanView

## Fordítás
Ez a szócikk részben vagy egészben  a   XCF (file format) című angol Wikipédia-szócikk fordításán alapul.  Az eredeti cikk szerkesztőit annak laptörténete sorolja fel. Ez a jelzés csupán a megfogalmazás eredetét és a szerzői jogokat jelzi, nem szolgál a cikkben szereplő információk forrásmegjelöléseként.